# Javier Ambrossi
Javier Ambrossi, nato Francisco Javier García de la Camacha Gutiérrez-Ambrossi (Madrid, 24 giugno 1984), è un attore, produttore televisivo e sceneggiatore spagnolo.

## Vita privata
Fidanzato dal 2010 con l'attore e regista Javier Calvo, i due sono noti come "los Javis" dal pubblico spagnolo.

## Filmografia parziale

### Attore
Cinema
- Sexykiller, morirás por ella, regia di Miguel Martí (2008)

Televisione
- Amar en tiempos revueltos - serie TV, 6 episodi (2008)
- Sin tetas no hay paraíso - serie TV, 7 episodi (2008)
- Maitena: Estados alterados - serie TV, 8 episodi (2008-2009)
- Las crónicas de Maia - serie TV, 5 episodi (2011-2012)
- Arrayán - serie TV, 25 episodi (2012)
- Ciega a citas - serie TV, 22 episodi (2014)
- Cuéntame cómo pasó - serie TV, 11 episodi (2015-2016)

### Produttore televisivo
- Looser - serie TV, 6 episodi (2018) - produttore esecutivo
- Terror y feria - serie TV, 6 episodi (2019)
- Paquita Salas - serie TV, 13 episodi (2018-2019) - produttore esecutivo
- Veneno - serie TV, 8 episodi (2020) - produttore esecutivo
- Cardo - serie TV, 12 episodi (2021-2023)
- La Mesías - serie TV, 7 episodi (2023)

### Sceneggiatore
- La Llamada (2017)
- Veneno - serie TV, 8 episodi (2020)
- La Mesías - serie TV, 7 episodi (2023)
- Paquita Salas - serie TV, 17 episodi (2016-2023)